# Доусон, Тед
Тед Доусон (Ted M. Dawson; род. 19 апреля 1959) — американский невролог и учёный в области нейронаук. Известен своим вкладом в определение роли оксида азота в повреждении нейронов.
Доктор медицины, доктор философии, профессор школы медицины университета Джонса Хопкинса и директор её Института клеточной инженерии и исследовательского центра болезни Паркинсона имени Юдалла.

## Биография
Окончил с отличием Университет штата Монтана (бакалавр Pre-medical, 1981). В 1986 году получил степени доктора медицины и доктора философии по фармакологии в медицинской школе Университета Юта, в связанных с этим университетом больницах прошёл интернатуру по внутренним болезням. К 1990 году в больнице Университета Пенсильвании завершил клиническую ординатуру по неврологии. Являлся постдоком у Соломона Снайдера и фелло медицинской школы Университета Джонса Хопкинса, после чего в 1994 году поступил на её кафедру неврологии и нейронаук, с 2000 года профессор; с 1996 по 2010 год директор центра по болезни Паркинсона и расстройствам движений. Ныне с 1998 года директор исследовательского центра болезни Паркинсона имени Юдалла, с 2004 года именной профессор (Leonard and Madlyn Abramson Professor in Neurodegenerative Diseases), с 2011 года директор Института клеточной инженерии школы медицины университета Джонса Хопкинса. Председатель научно-консультатиивного совета Bachmann Strauss Dystonia & Parkinson Foundation, избран в Association of American Physicians (1996), фелло Американской ассоциации содействия развитию науки (2008). Член редколлегии Cell (с 2010).
Автор более 450 работ.

## Награды и отличия
- International Life Sciences Institute[англ.] Award (1994—1997)
- Ruth Salta Junior Investigator Achievement Award, American Health Assistance Foundation[англ.] (1995)
- Paul Beeson Physician Faculty Scholar Award (1995—1998)
- Derek Denny-Brown Young Neurological Scholar Award (1996), наивысшее отличие American Neurological Association[англ.] (ANA)
- Established Investigator, American Heart Association (1997—2001)
- ISI Highly Cited Researcher (2000)
- NARSAD[англ.] Independent Investigator Award (2001)
- America’s Top Physicians Award, Consumers Research Council of America (2004—2006)
- Faculty of 1000[англ.] Biology (2006)
- Thomson Reuters Worlds’ Most Influential Scientific Minds (2014)
- Javits Neuroscience Investigator Award (2014)